# Межциемс (Рига)
Ме́жциемс (латыш. Mežciems — «Лесное село») — микрорайон в восточной части города Риги. Граничит с городскими районами Тейка, Югла, Пурвциемс, Дрейлини.
Межциемс — один из самых зелёных районов Риги, застройка которого началась в 1970-е годы. Условно подразделяется на «Новый» и «Старый» Межциемс. Район небольшой, с трёх сторон окружён лесом. Рядом расположены озёра Гайльэзерс и Линэзерс; протекают небольшие речки Дрейлиньупите и Гайльупите.

## Основные улицы
- ул. Бикерниеку (Biķernieku iela)
- ул. Сергея Эйзенштейна (Sergeja Eizenšteina iela)
- ул. Гиппократа (Hipokrāta iela)
- ул. Гайльэзера (Gaiļezera iela)
- ул. Друвиенас (Druvienas iela)
- ул. Малиенас (Malienas iela)

## Крупные заведения
- Рижская киностудия
- Клиническая больница Гайльэзерс
- Латвийский онкологический центр
- Лютеранская церковь
- Бикерниекский мемориальный комплекс
- Рижский мотормузей
- Комплексная спортивная база «Бикерниеки»

## Транспорт
Автобусы:
- 15 — Jugla — Dārziņi
- 16 — Papīrfabrika "Jugla" — Abrenes iela
- 21 — Jugla — Imanta
- 29 — Mežciems — Vecmīlgrāvis — Bukulti
- 31 — Jugla — Ulbrokas iela — Dārziņi
- 33 — Jugla — Pļavnieki
- 63 — Mežciems — Šampēteris

Троллейбусы:
- 14 — Mežciems — Esplanāde
- 18 — Mežciems — Centrālā stacija
- 35 — Mežciems — Centrāltirgus